# Xanthopteromyia tegulata
Xanthopteromyia tegulata là một loài ruồi trong họ Tachinidae.